# 帝冠様式
帝冠様式（ていかんようしき）、帝冠式（ていかんしき）は、1930年代（昭和10年前後）の日本において流行した和洋折衷の建築様式である。鉄筋コンクリート造の洋式建築に和風の屋根を冠したデザインを特徴とする。
伊東忠太、佐野利器、武田五一らによって推進された。彼らが審査員を務めた競技設計では様式規定に日本趣味が盛り込まれていた。

## 建物一覧
どの建物を帝冠様式とするかは諸説あるが、大体共通して帝冠様式と呼ばれている建物には以下のものがある。
この一覧は未完成です。加筆、訂正して下さる協力者を求めています。
| 画像 | 名称                                       | 選考年 | 様式規定 | 審査員 | 設計者          | 建築年 | 備考 |
| ---- | ------------------------------------------ | ------ | --- | --- | --------------- | ------ | --- |
|      | 神奈川県庁舎                               | 1926   | 港外の船舶から容易に認識可能のこと                                                                                      | 佐野利器、佐藤功一、岡田信一郎、大熊喜邦、内田祥三、片岡安、小柳牧衛                                                           | 小尾嘉郎        | 1928   | 国の重要文化財 |
|      | 名古屋市庁舎                               | 1930   | 特になし | 佐野利器、佐藤功一、鈴木禎次、武田五一、土屋純一、三沢寛一                                                                     | 平林金吾        | 1933   | 国の重要文化財 |
|      | 日本生命館 (現・高島屋日本橋店)            | 1930   | 容姿ハ落着キアリ、品位アリテ自ラ大衆ノ心ヲ備フルコトヲ要ス 東洋趣味ヲ基調トスル現代建築ノ創案ニ努メタルモノハ之ヲ重視ス | 伊東忠太、佐藤功一、武田五一、片岡安、塚本靖、板野兼道、飯田直次郎、田中弟稲、弘世勘太郎                                       | 高橋貞太郎      | 1933   | 国の重要文化財 |
|      | 大礼記念京都美術館(現・京都市京セラ美術館) | 1930   | 四周の環境に応じ日本趣味を基調とすること                                                                                | 伊東忠太、佐藤功一、岡田信一郎、片岡安、武田五一、石井恒升、太田喜二郎、菊池完爾、清水六兵衛、安川和二                         | 前田健二郎      | 1933   | |
|      | 軍人会館 (現・九段会館テラス)              | 1930   | 容姿ハ国粋ノ気品ヲ備へ荘厳雄大ノ特色ヲ表現スルコト                                                                      | 伊東忠太、佐藤功一、大熊喜邦、内田祥三、塚本靖、内藤太郎、中村達太郎、飯田久恒、稲垣三郎、岡仲次郎、辻村楠造                   | 小野武雄        | 1934   | 帝冠様式の代表作とされる。                                                                                                  |
|      | 東京帝室博物館(現・東京国立博物館本館)     | 1931   | 建築様式ハ内容ト調和ヲ保ツ必要アルヲ以テ日本趣味ヲ基調トスル東洋式トスルコト                                            | 伊東忠太、佐藤功一、内田祥三、武田五一、塚本靖、北村耕造、岸田日出刀、大島義儕、河田烈、黒板勝美、龍精一、荻野仲三郎、細川護立 | 渡辺仁          | 1937   | 帝冠様式の代表作とされる。壁体の意匠が洋風ではないため帝冠様式に分類するべきではないと主張する研究者もいる。 国の重要文化財 |
|      | 徳川美術館                                 | 1931   | 周囲ノ環境ニ調和スベキ事                                                                                                | 大江新太郎、渡辺仁、藤村朗、大島義儕、山脇春樹                                                                                 | 佐野時平        | 1934   | 国の登録有形文化財 |
|      | 愛知県庁舎                                 | 1931   | 一般設計競技ではない | 佐野利器、土屋純一 | 渡辺仁 西村好時 | 1938   | 上記の名古屋市庁舎の南側に隣接。 国の重要文化財                                                                             |
|      | 静岡県庁舎                                 | 1935   | 特になし | 佐野利器、大熊喜邦、内田祥三、笠原敏郎、中村與資平、足立収、木村憲七郎                                                         | 泰井武          | 1938   | 国の登録有形文化財 |

## 背景
1920年代から1930年代にかけてはクラシック建築が建てられた最後の時期に当たる。規則にのっとり型にはまった造形しか許されないクラシック建築が衰退することで、時代を律すべき統一的な様式が失われ、表現派・ライト式・モダニズムなど様々な様式が混在するようになった。また、装飾を簡素化した新古典主義建築や複数の様式を組み合わせる折衷主義建築も現れた。
日本では和風の要素を取り入れた日本趣味の建物が1920年代後半から普及した。この時期、内容と調和させた歌舞伎座(1924年)や東方文化東京研究所(1933年)、周辺環境に配慮した芝区役所(1929年)や女子会館(1936年)、国際観光ホテルとして外国人のエキゾチシズムに訴えかける琵琶湖ホテル(1934年)や蒲郡ホテル(1934年)などが建てられている。

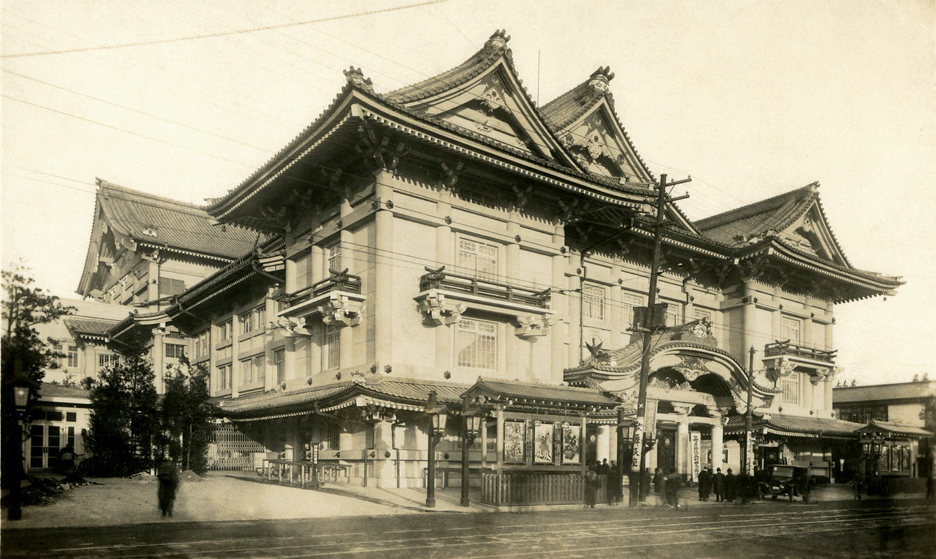
歌舞伎座
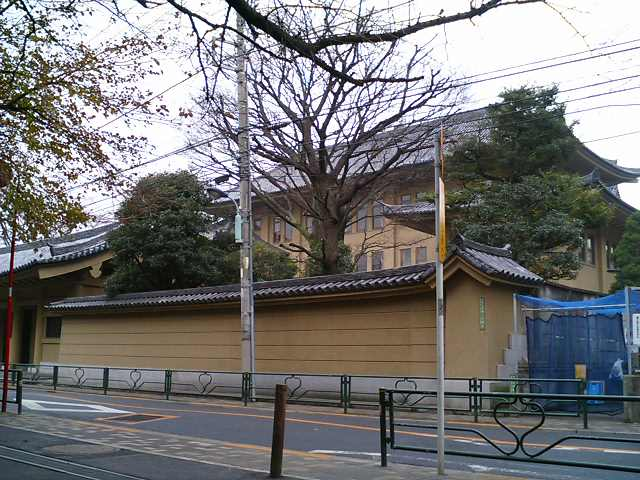
東方文化東京研究所
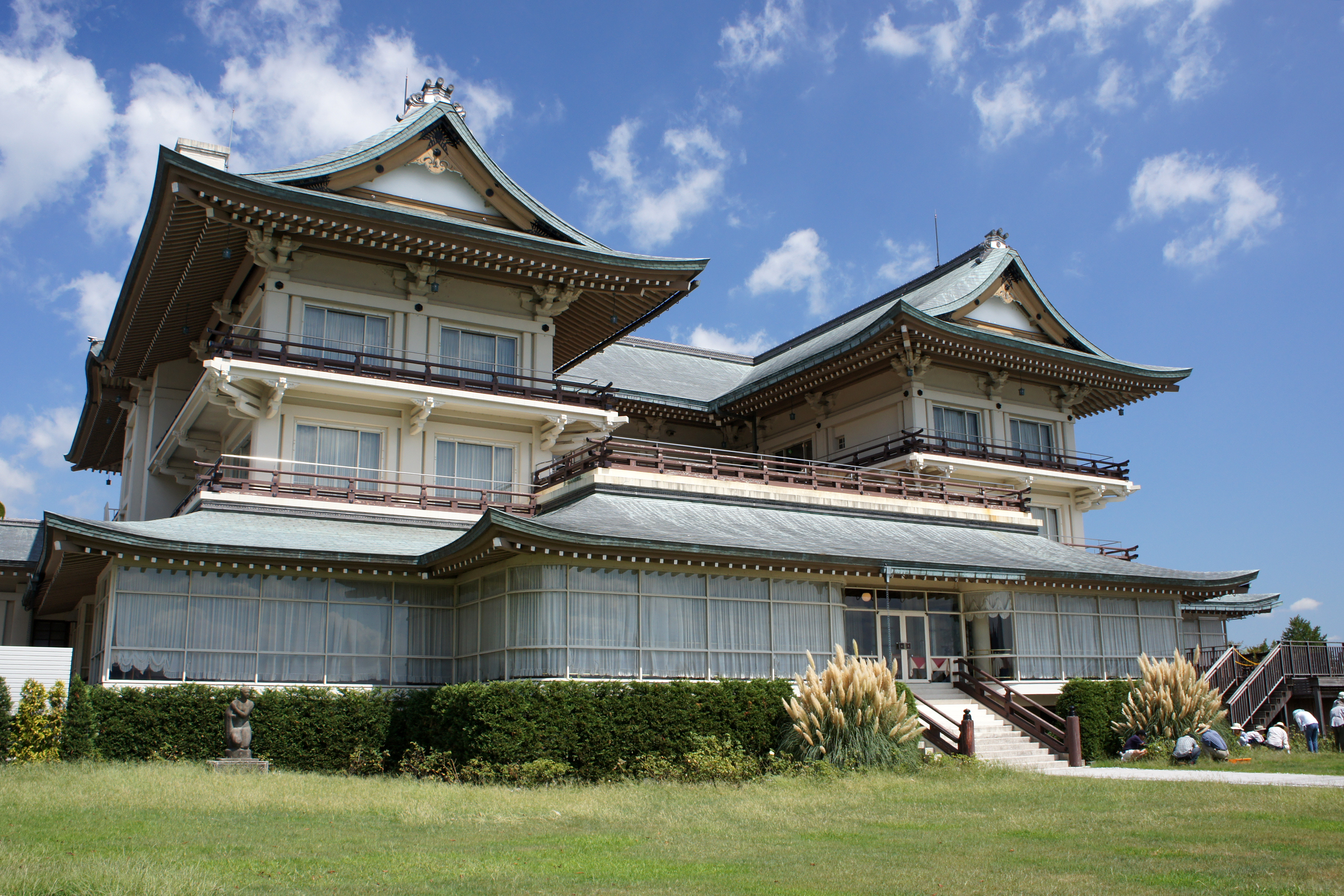
琵琶湖ホテル
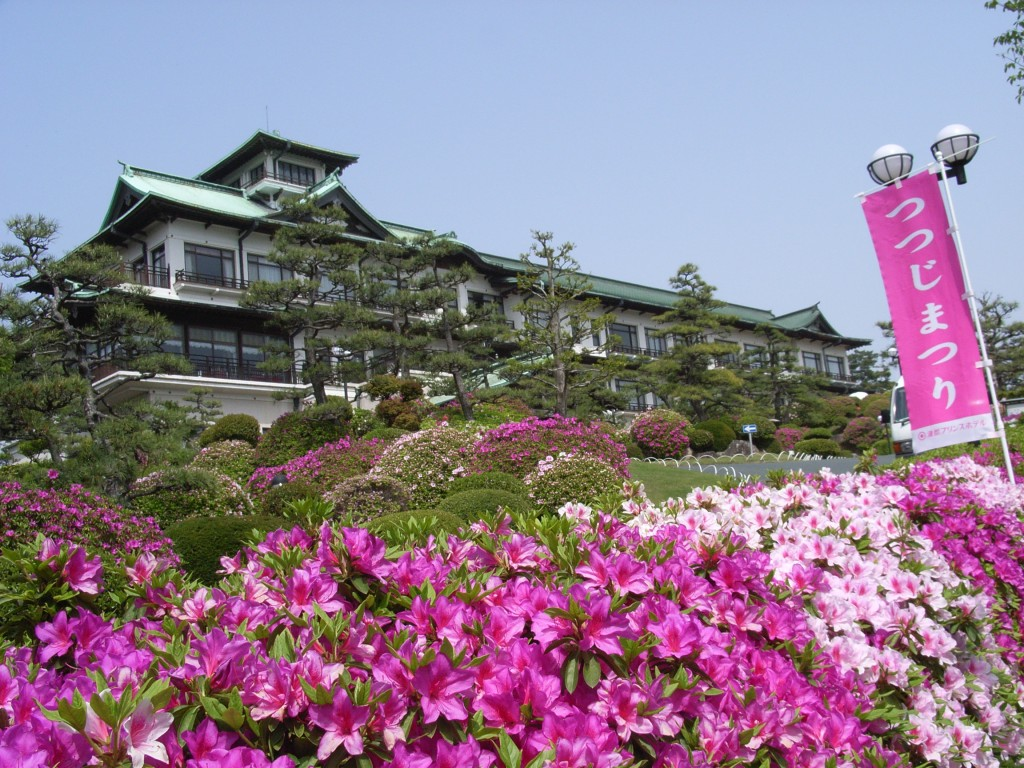
蒲郡ホテル（現 蒲郡クラシックホテル）
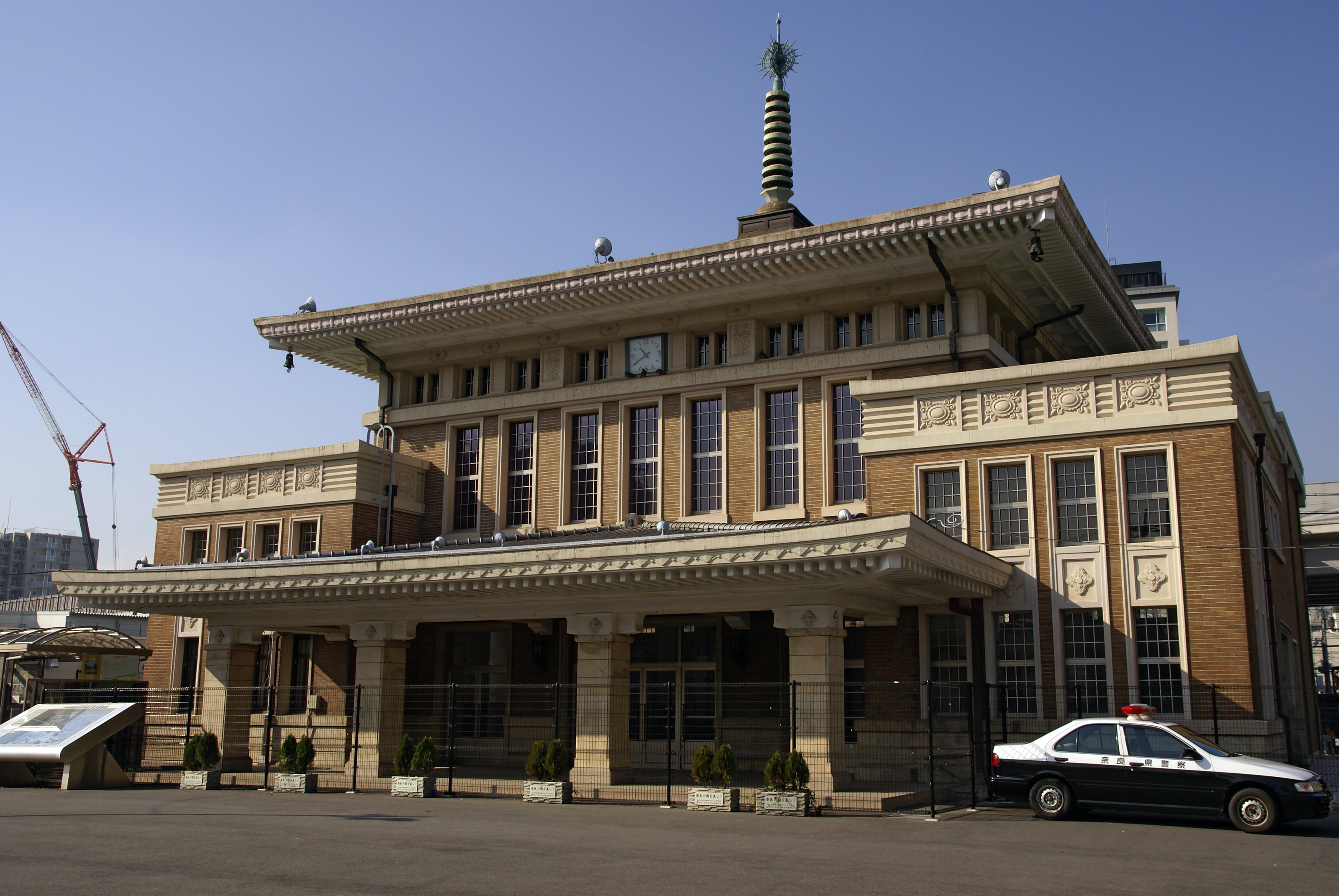
奈良駅
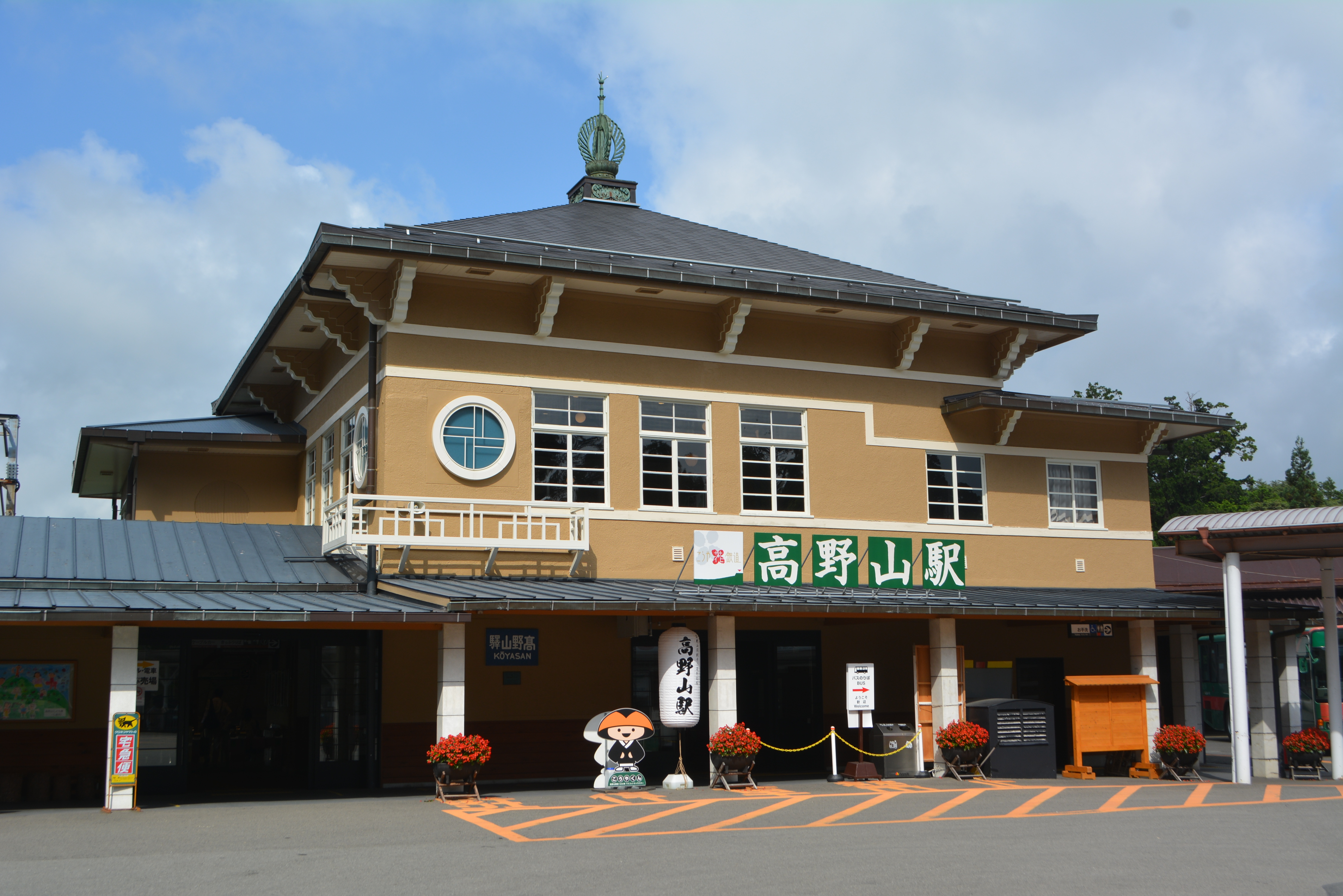
高野山駅
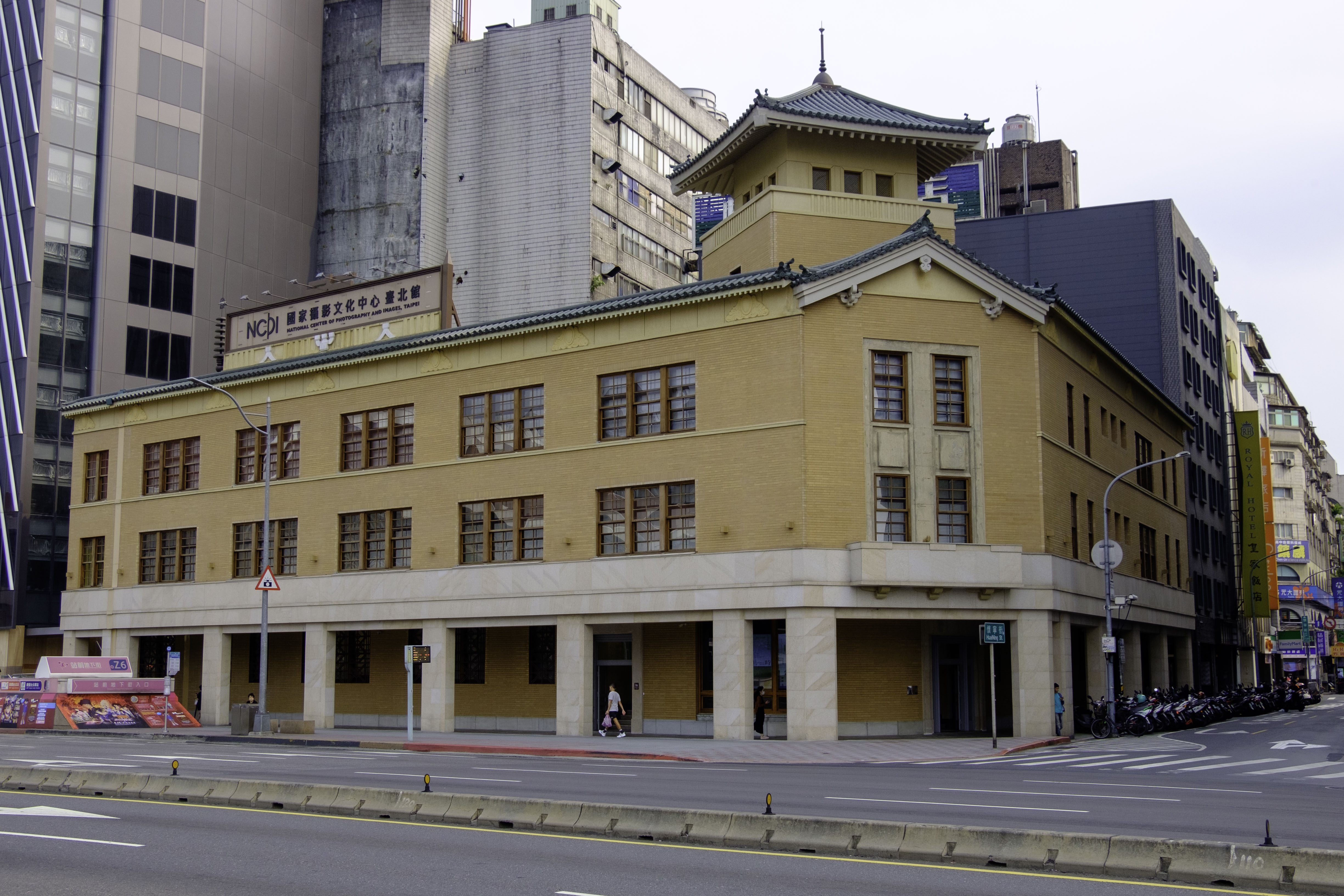
大阪商船株式会社台北支店
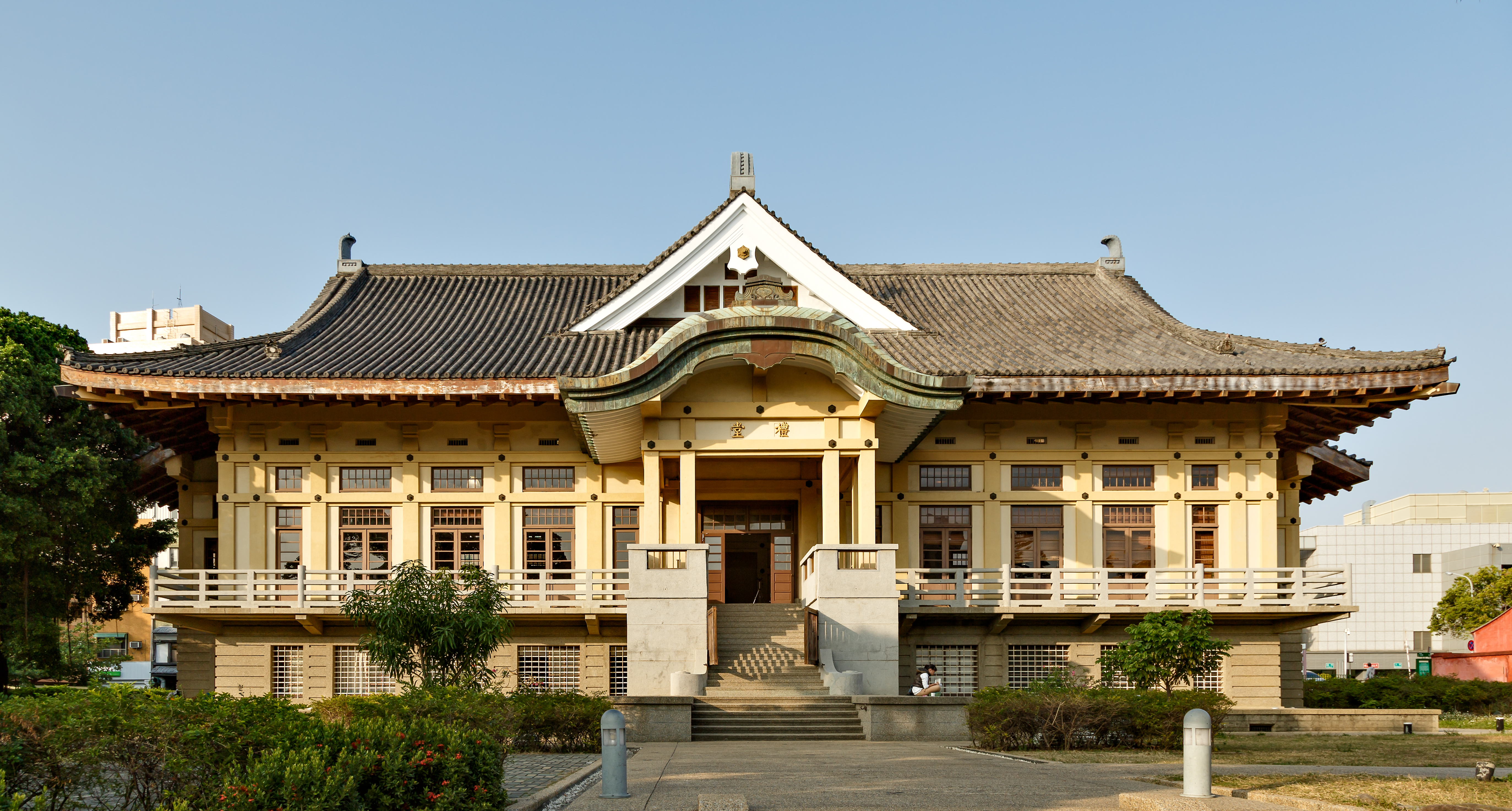
台南武徳殿
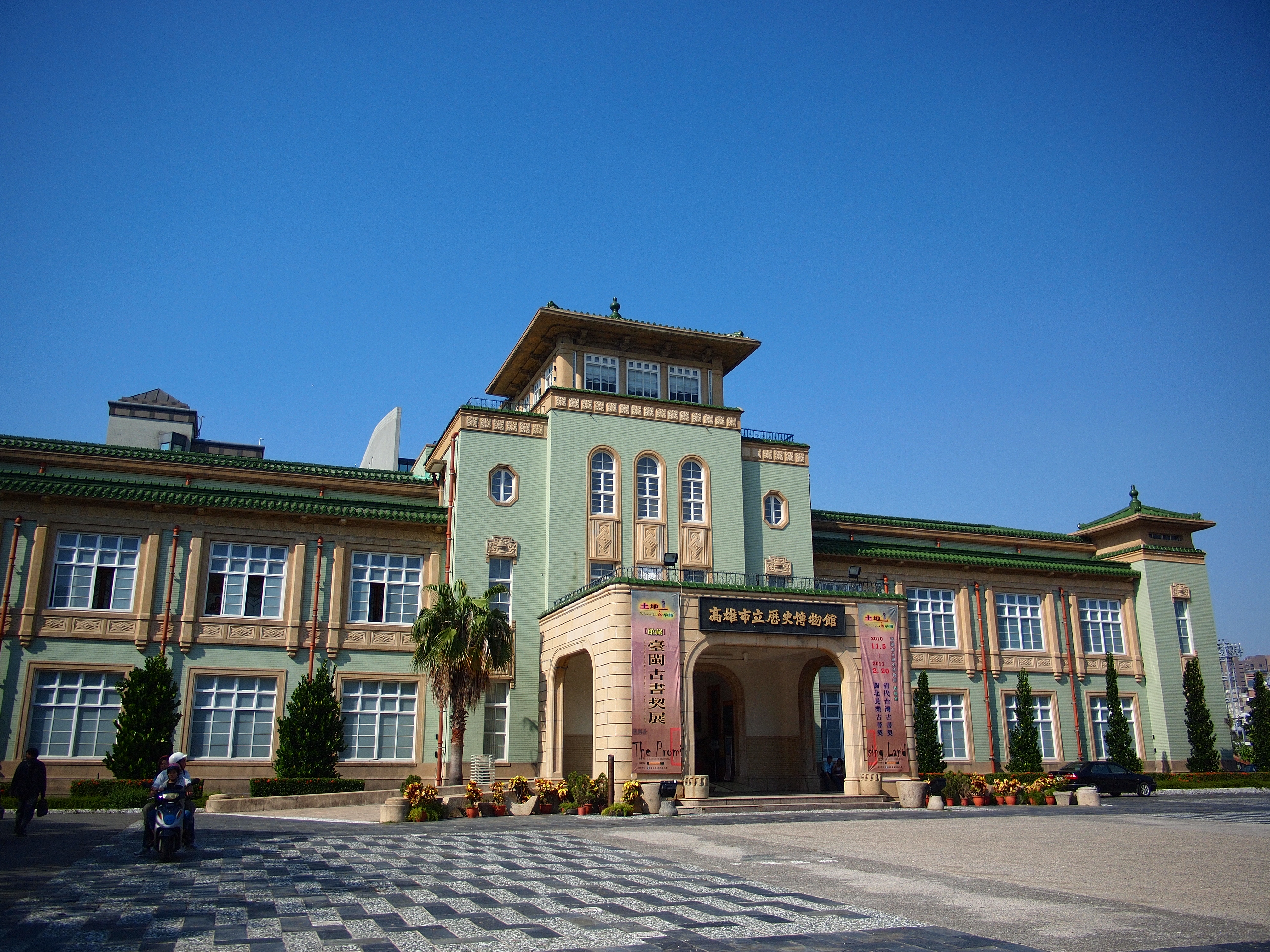
高雄市庁舎（現 高雄市立歴史博物館）
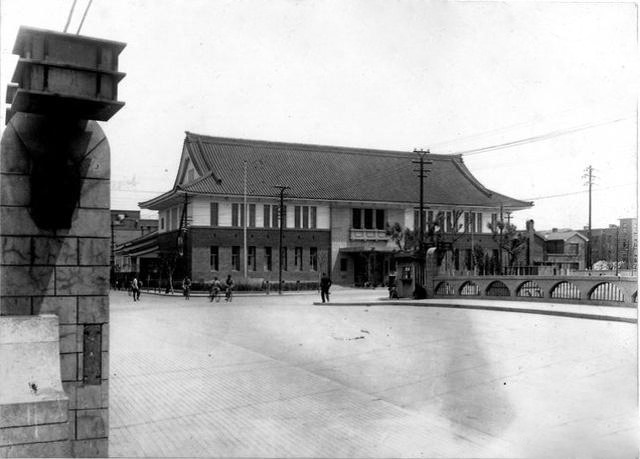
天津武徳殿
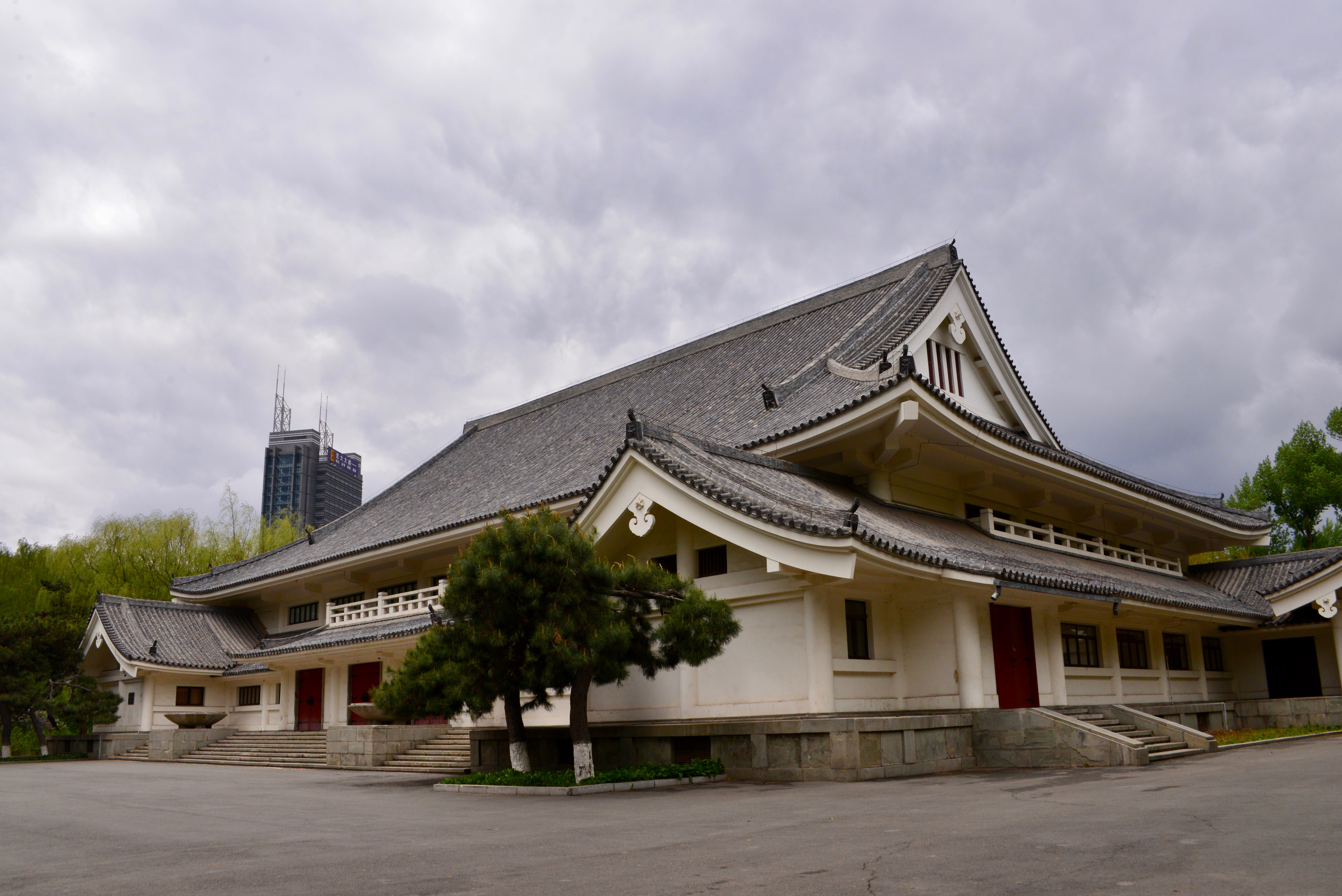
満州国神武殿（現 中国吉林省長春市・吉林大学附属中学構内）

## 歴史
1919年に帝国議会(現・国会議事堂)のデザインを決める競技設計が行われ、入選案はすべてルネッサンスの様式だった。これに反対した下田菊太郎は、意匠変更を訴える嘆願書を2度に渡って議会に提出した。下田はクラシックの壁体に和風屋根をかけた「帝冠併合式」と称する案を提出し、各方面にパンフレットを配るなど活発な活動を行ったが、当時の建築界には受け付けられず黙殺された。

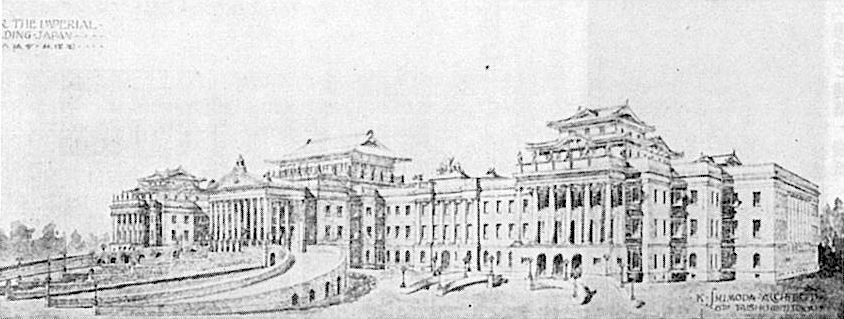
下田菊太郎の帝国議会設計案「帝冠併合式」

1926年に神奈川県庁舎、1930年に名古屋市庁舎の競技設計が行われ、和風屋根をかけた案が入選した。どちらも募集規定に日本趣味は含まれていなかったが、神奈川県庁舎は横浜という立地から外国人を意識して、名古屋市庁舎は名古屋城の近くであることから、和風屋根がかけられた。続く日本生命館・大礼記念京都美術館・軍人会館の競技設計では募集規定に日本趣味が盛り込まれた。入選案における和風屋根の割合も増えていき、名古屋市庁舎では8案中3案だったものが軍人会館では入選10案全部となっている。
1930年から1931年にかけて東京帝室博物館も日本趣味の規定で競技設計が行われたが、モダニズム建築をめざす若手建築家たちはこれに反発した。日本インターナショナル建築会は応募拒否を声明し、他の建築家たちにも応募しないよう呼びかけた。一方、前川國男と蔵田周忠は、落選を承知でモダニズムの図案で競技設計に参加した。これは規定を無視したわけではなく、日本建築には木材にふさわしい造形が伝統としてあるように、鉄筋コンクリートにふさわしい造形を選ぶことが日本的なデザインになると考えていたためで、鉄筋コンクリートによる木造まがいに対する批判であった。前川國男の案は審査員の中で一番若い岸田日出刀に支持されたが、伊東忠太に一蹴され入選しなかった。しかし、競技設計をプロテストとする姿勢がモダニズムをめざす若手建築家の共感を呼び、前川國男は彼らのヒーローというべき存在となった。
これらの和風屋根をかけた日本趣味建築は、1930年代の建築家たちの目には帝冠併合式のリバイバルとして映り「帝冠式」と呼ばれた。クラシックを変形した上で和風屋根をかける必要があると考えていた伊東忠太が、正当なクラシックの上に和風屋根をかけている帝冠併合式を「国辱」であると非難しているように、両者は全く別の様式である。しかし帝冠併合式は既に忘れ去られており、和風屋根をかけるというアイデアのみが僅かに思い出される状況では混同されるのも無理からぬところであった。
1937年に日中戦争が始まると共に「鉄鋼工作物建造許可規制」が公布され、50トン以上の鉄材を使う建築は軍需関係以外制限された。もはや装飾を伴う様式建築を建てられる状況ではなくなり、衰退期にあった旧様式は死滅し日本趣味建築も停止に追い込まれた。一方で勃興しつつあるモダニズム建築は、機能本位の建築であることから統制下にも通ずるところがあり、戦後に勢いを盛り返した。
第二次世界大戦後、戦後民主主義の到来とともに戦前の日本ファシズムを否定しなければならない時代となる。戦後の建築界を制圧したモダニズム建築家たちも同様で、自らをファシズムの敵として呈示する。日本のモダニズムがファシズムと戦ったことなど一度も無く、今まで対立関係にあり日本回帰を連想しやすい日本趣味建築を日本ファシズムに荷担したものだとして非難した。一方、日本趣味を推進した建築家たちは完全に力を失っており、こうしたレッテル貼りに反論をすることが出来なかった。

## 軍国主義との関係
帝冠様式は、例外なく上部が和風で下部が洋風となっており、この位置関係が論争の的になった。戦後の建築評論家たちによって帝冠様式=ファシズム論はまるで定説のようにされてきた。しかし、造形統制の欠如は第三帝国様式を推進したドイツと比べれば明らかで、統制は建設資材の制限に限られていた。建築意匠に対する指導としてあげられるのは防空迷彩ぐらいで、ビルに瓦屋根を載せろと指導されたことは一度も無い。日本の建築家たちは造形統制がないことに劣等感を抱き、むしろドイツ・イタリアのように造形統制を行うべきだと考えていた。
同様のことは軍関係の建築に限っても当てはまり、軍においてすらビルに瓦屋根をかけて国粋主義精神の鼓舞を計ろうとする統制はなかった。1920年代後半から建てられた軍の建築で、伝統的な日本趣味を取り入れた例は遊就館(1931年)や軍人会館など一部に限られる。
およそ洋式建築が似つかわしくない大坂城本丸という空間に建設された旧・第四師団司令部庁舎(1931年)に至っては、大坂城天守の再建工事と同時進行で建設され、当時の本丸には和歌山城二の丸御殿を移築した「紀州御殿」もあったため、出資者である大阪市から日本趣味を取り入れるようにとの要請があったにもかかわらず、第四師団経理部はこれを拒否して中世イギリスの城郭を模したロマネスク様式のデザインを採用している。当時の大坂城は外濠内の二の丸・西の丸から外郭にかけて、陸軍の煉瓦建築を主とする洋式建築群で埋めつくされており、陸軍はそれら洋式建築群との調和を内濠内の本丸においてさえも優先し、紀州御殿や大坂城天守との調和は一顧だにしなかった。また、大坂城京橋口に近接する大阪軍人会館(1937年)もモダニズムのデザインを採用している。
このように軍は建築意匠について統一的な意思を持っていなかった。

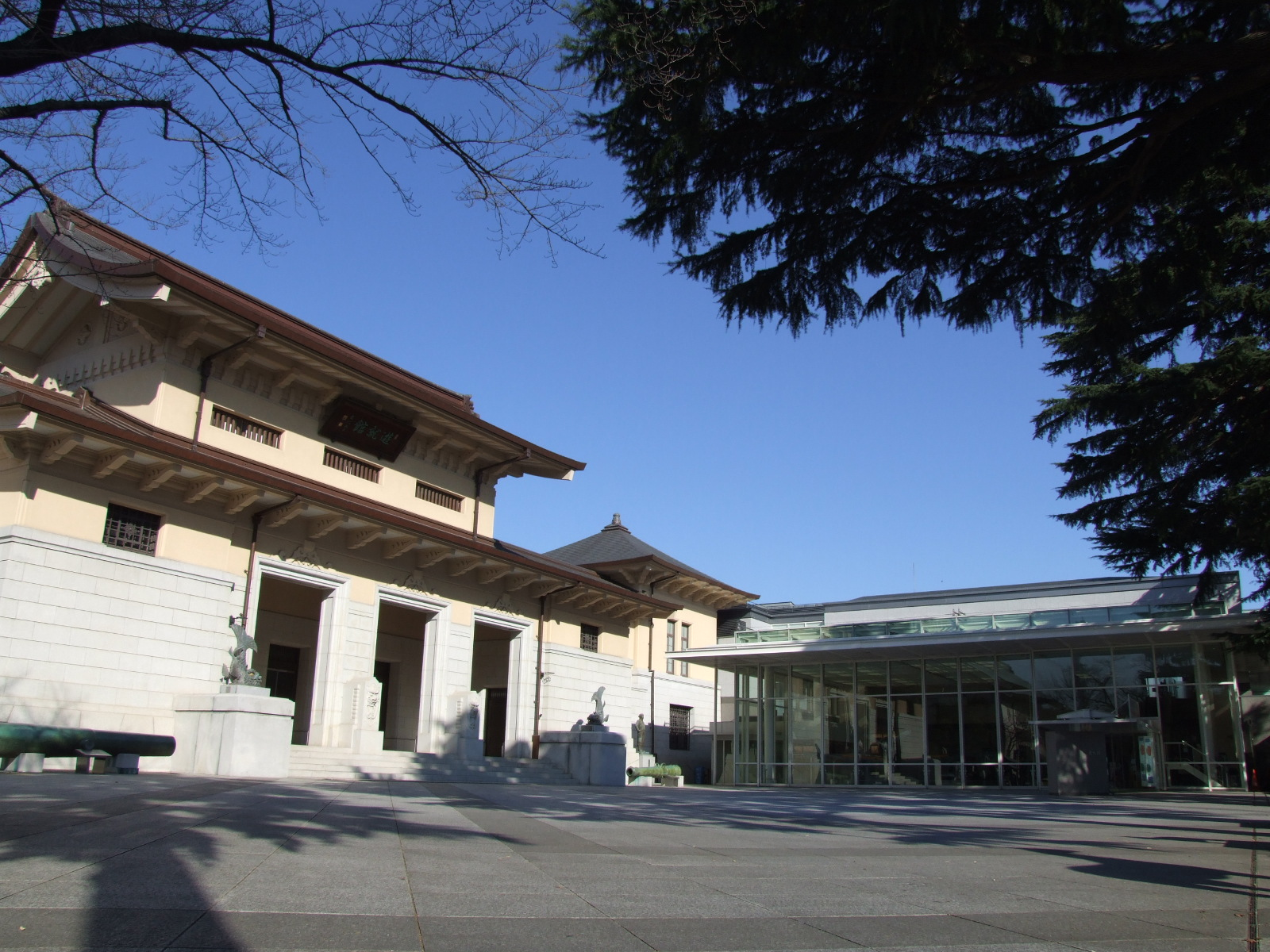
遊就館
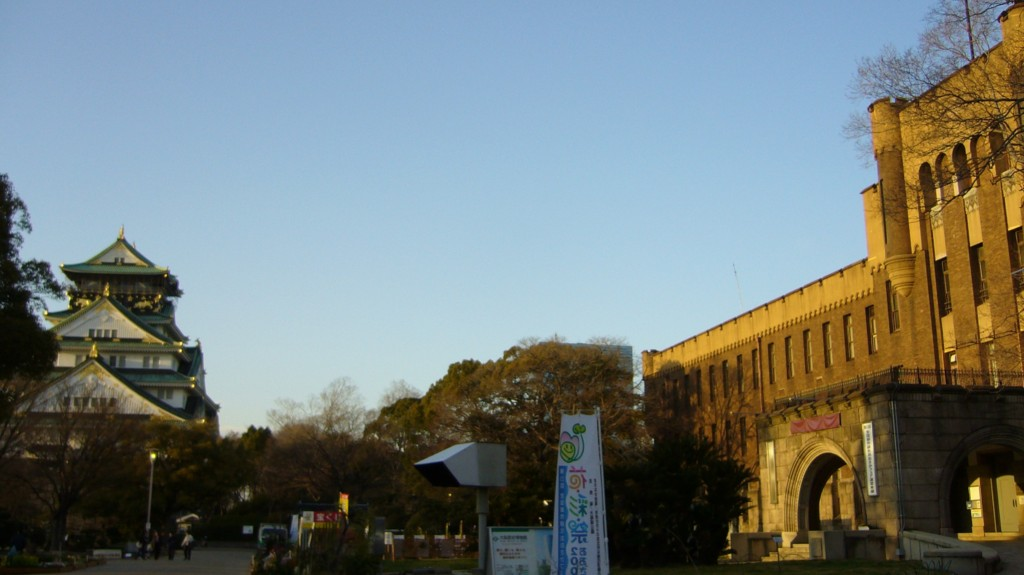
大坂城天守（左）とロマネスク建築の第四師団司令部庁舎（右）